# Cristina Paluselli
Cristina Paluselli, född 27 oktober 1973, är en tidigare längdskidåkare från Italien. Hon segrade i damklassen i Vasaloppet 2006 på tiden 4:59,24. Efter hennes målgång lämnades en protest in där det påstods att hon skulle ha blivit påputtad av sin tränare i några av nedförsbackarna för att få högre fart. Protesten avslogs dock av tävlingsledningen. Hon ingick också i det italienska damlandslag som tog stafettbrons på världsmästerskapen 2001 i Lahtis.

### Fotnoter
1. ↑  ”Vasaloppet”. Vasaloppet. Arkiverad från originalet den 3 december 2013. https://web.archive.org/web/20131203033229/http://www.vasaloppet.se/wps/wcm/connect/989fe080449c33e79e4cff27c64f5ec4/segrare_Vasaloppet_sv3bcd.pdf?MOD=AJPERES. Läst 29 november 2013.